# Angophora
Angophora ist eine Pflanzengattung innerhalb der Familie der Myrtengewächse (Myrtaceae). Die etwa 13 Arten kommen nur in Australien in den Bundesstaaten Queensland, New South Wales und Victoria vor.

## Beschreibung

### Erscheinungsbild und Blätter
Die Angophora-Arten wachsen als Bäume und Sträucher. Viele Arten produzieren in ihrem Holz und der Rinde ein rotes Kino.
Bei Angophora-Arten liegt Heterophyllie vor; die Laubblätter an jungen und älteren Exemplaren unterscheiden sich bei den meisten Arten deutlich. Die Laubblätter sind immer gegenständig angeordnet. Die Jugendblätter besitzen steife einfache, einzellige Haare (Trichome) und Öldrüsen. Die Laubblätter an älteren Exemplaren sind meist kahl oder manchmal steif behaart.

### Blütenstände und Blüten
In determinierten oder undeterminierten, thyrsischen Gesamtblütenständen stehen drei- bis siebenblütige, doldige Teilblütenstände zusammen.
Die zwittrigen, radiärsymmetrischen Blüten sind vier- oder fünfzählig. Die vier oder fünf freien Kelchblätter sind zu bleibenden Vorsprüngen am Rand des Blütenbechers (Hypanthium) reduziert. Die genagelten Kronblätter überdecken sich in der Knospe dachzieglig. Die Blüten enthalten eine große Anzahl von Staubblättern in mehreren Reihen; sie sind in der Blütenknospe in der Regel nach innen gebogen. Die beweglich am Staubfaden angehefteten Staubbeutel öffnen sich mit parallelen Schlitzen der Länge nach. Drei Fruchtblätter sind zu einem dreifächerigen Fruchtknoten verwachsen, der mit Ausnahme seines oberen Endes in den Blütenbecher einschlossen ist. Von den zahlreichen Samenanlagen reift je Fruchtknotenfach nur jeweils eine zum Samen heran, die restlichen bilden eine Art bröseliges Füllmaterial.

### Früchte und Samen
Die pergamentartig oder dünn-holzigen Kapselfrüchte sind ei- oder glockenförmig, oft stark gerippt und meist steif behaart. Der schmale Nektardiskus ist flach oder abgeflacht. Die breit-elliptischen, unregelmäßig abgeflachten Samen enthalten zwei gefaltete Keimblätter (Kotyledone).

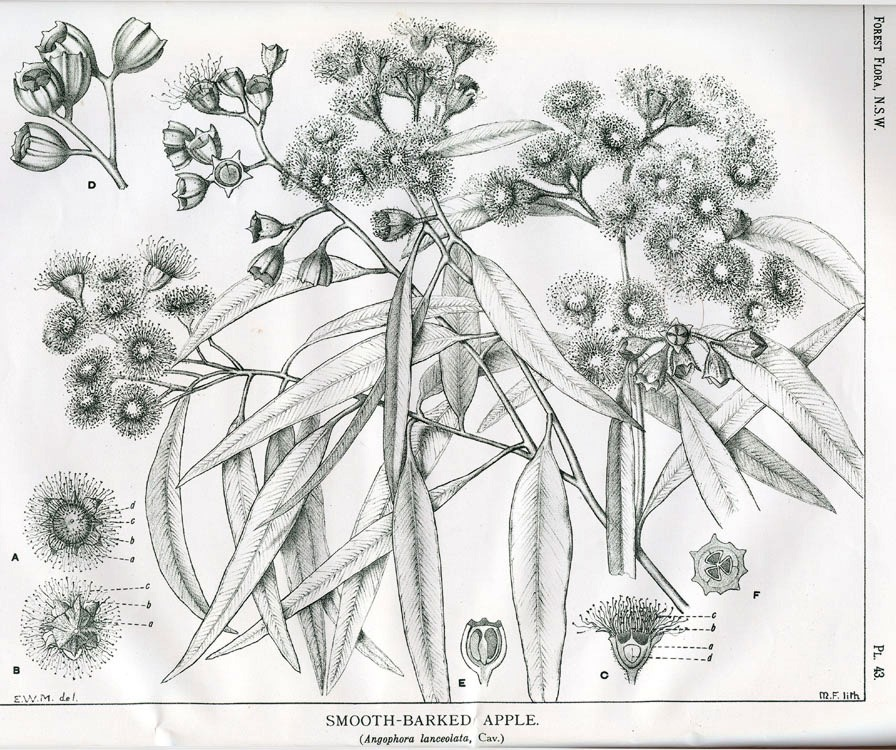
Illustration von Angophora costata
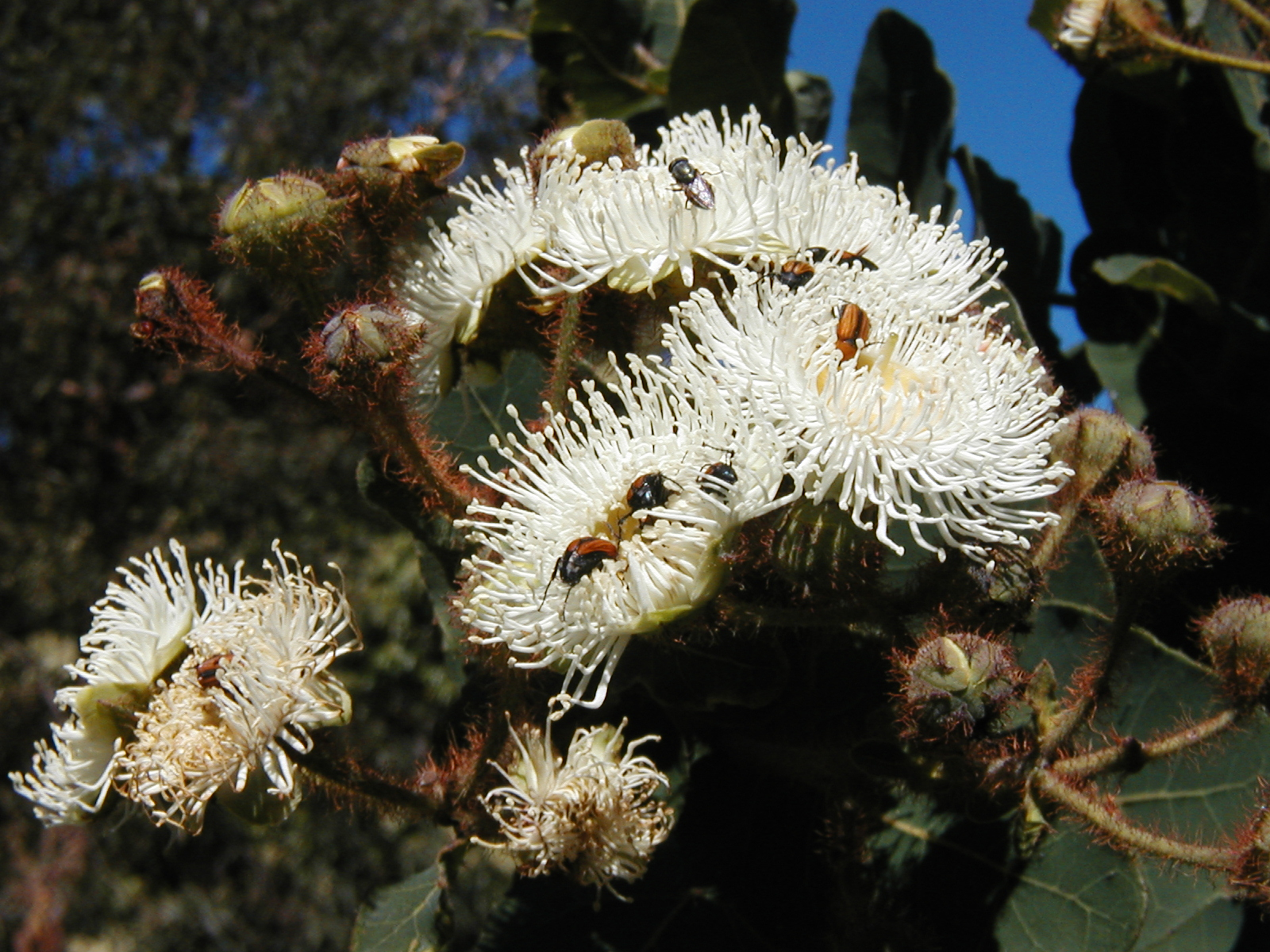
Ausschnitt eines Blütenstandes von Angophora hispida mit Bienenbesuch
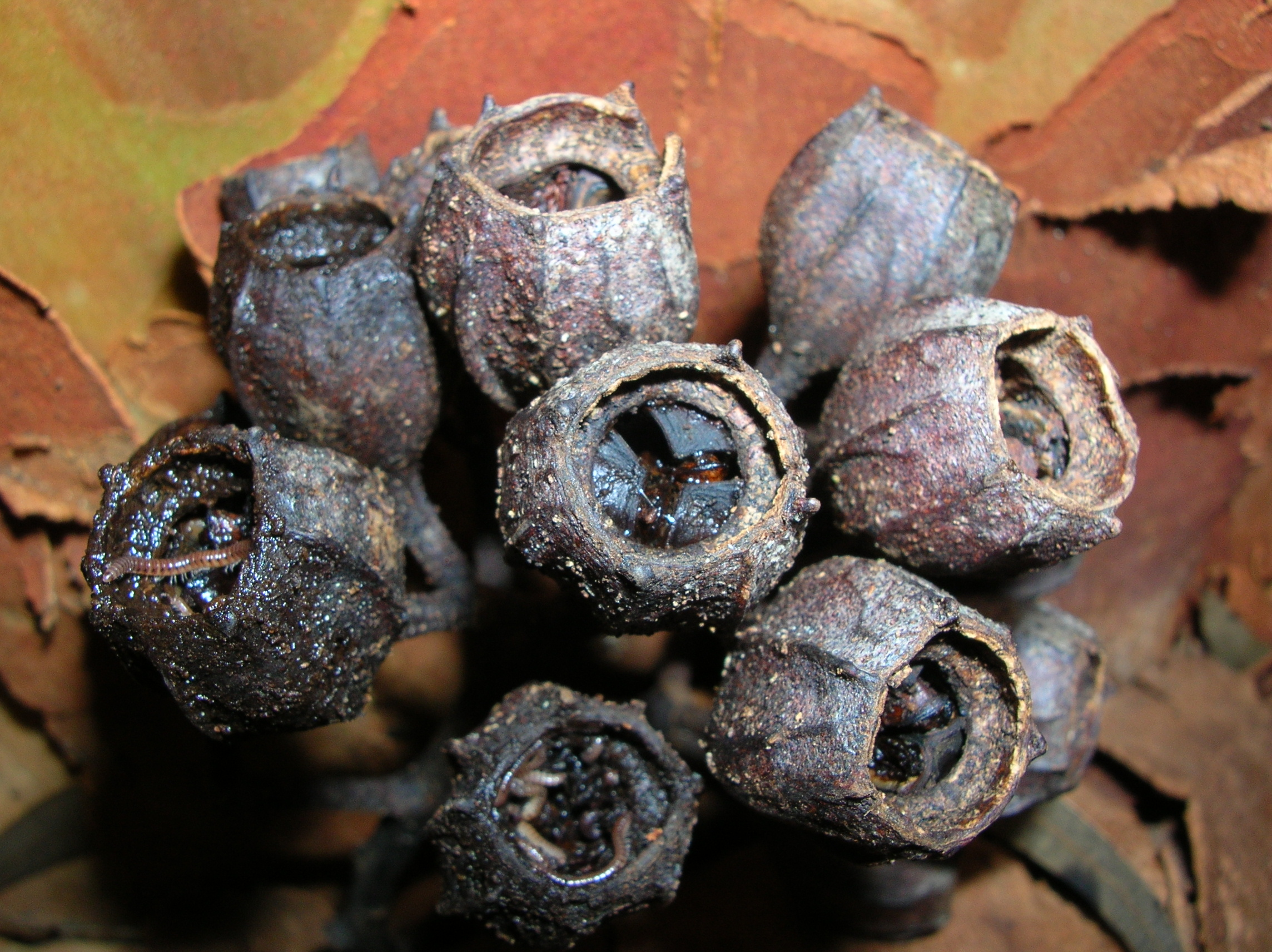
Fruchtstand von oben von Angophora costata

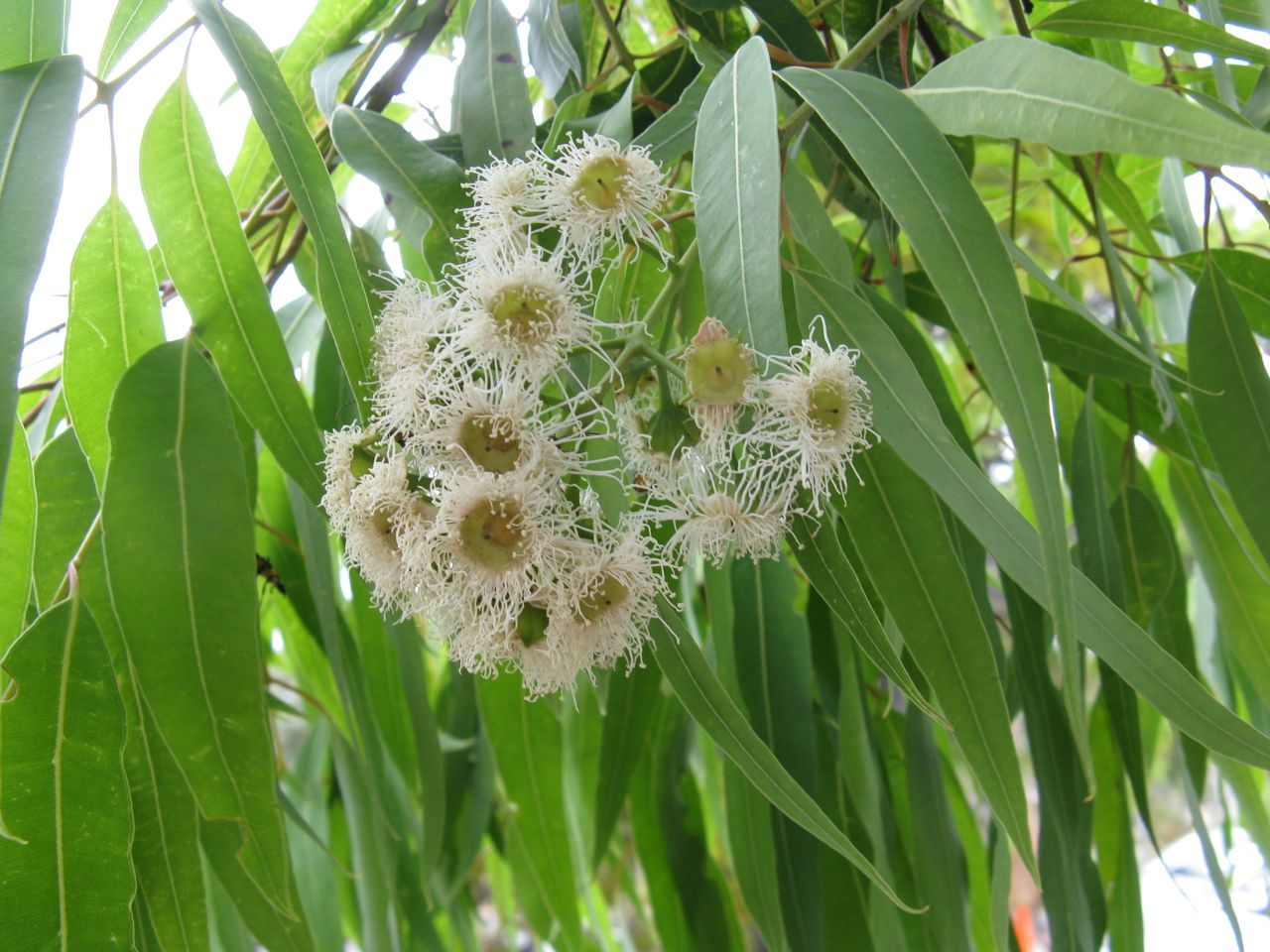
Angophora costata

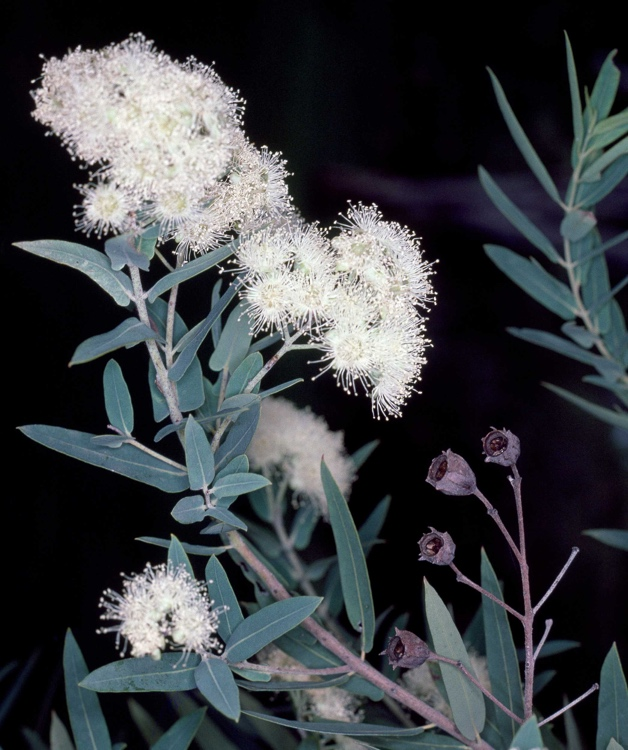
Angophora melanoxylon

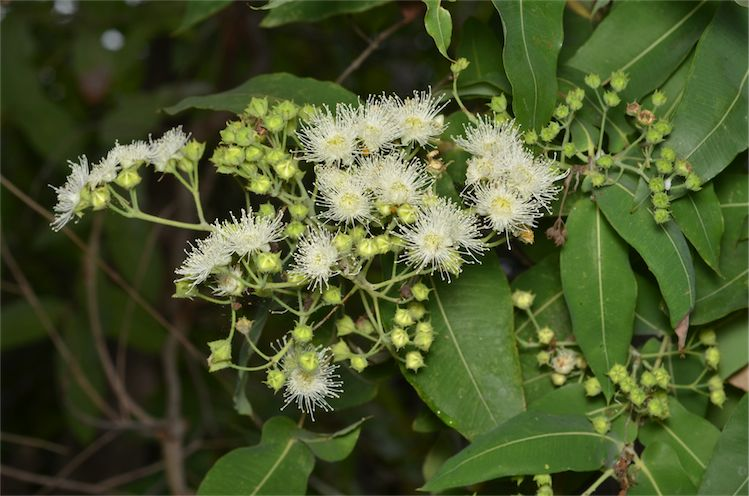
Angophora subvelutina

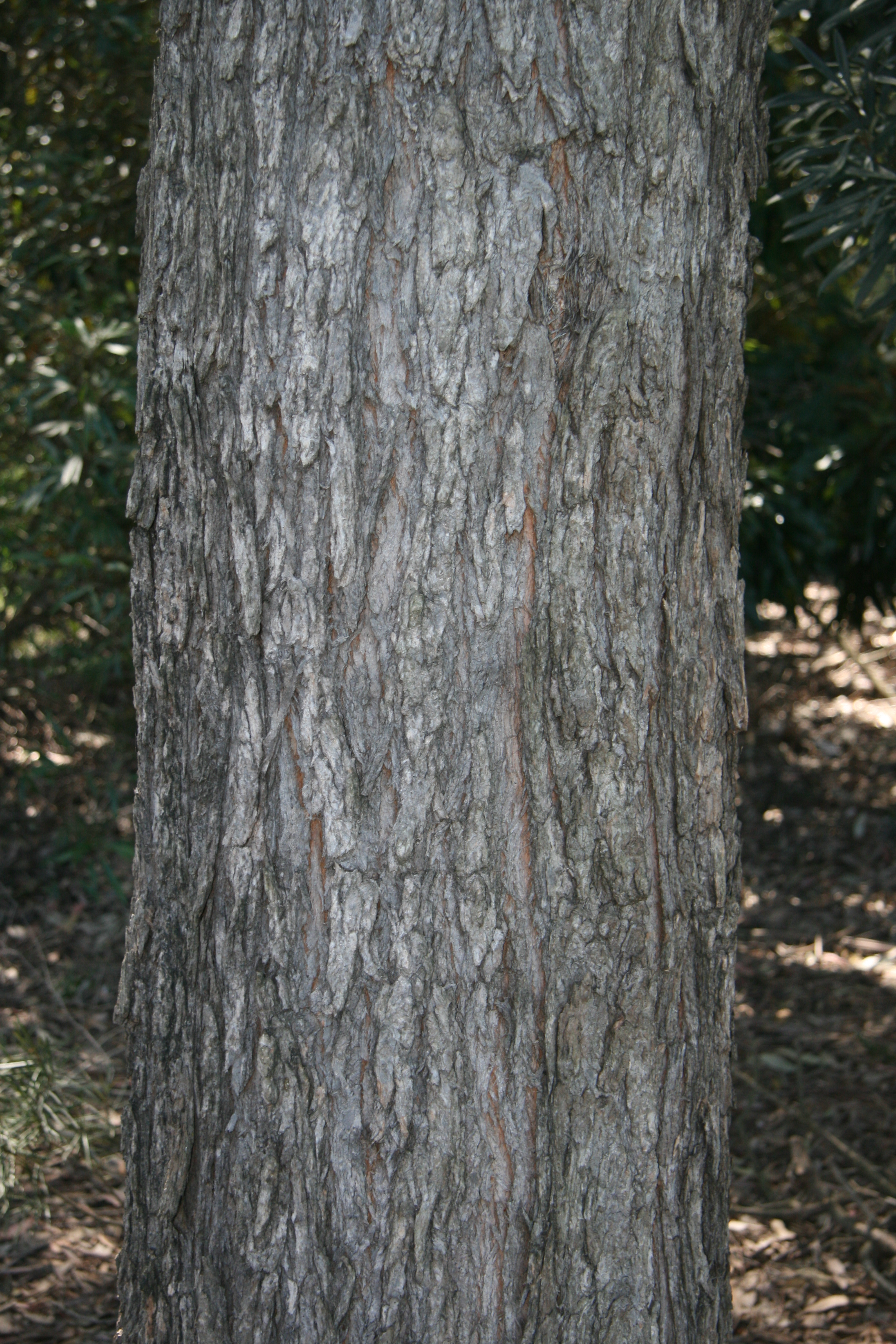
Borke von Angophora subvelutina

## Systematik
Die Gattung Angophora wurde durch Antonio José Cavanilles in Icones et Descriptiones Plantarum, 4 (1), Seite 21, Tafel 338 aufgestellt. Als Lectotypusart wurde 1956 Angophora cordifolia Cav. durch R. McVaugh in Nomenclatural notes on Myrtaceae and related families, Taxon, Volume 5, S. 137 festgelegt; dies ist ein Synonym von Angophora hispida (Sm.) Blaxell.
Die Gattung Angophora gehört zur Tribus Eucalypteae in der Unterfamilie Myrtoideae innerhalb der Familie Myrtaceae.
Es gibt etwa 13 Angophora-Arten. Von diesen kommen alle in New South Wales vor, fünf Arten dazu auch in Queensland (Angophora floribunda, Angophora leiocarpa, Angophora melanoxylon, Angophora subvelutina und Angophora woodsiana) und nur eine (Angophora floribunda) auch in Queensland und Victoria. Folgende Arten sind bekannt:
- Angophora bakeri C.C.Hall
- Angophora ×clelandii Maiden = Angophora bakeri × Angophora hispida: New South Wales
- Angophora costata (Gaertn.) Hochr. ex Britten
- Angophora crassifolia (G.J.Leach) L.A.S.Johnson & K.D.Hill
- Angophora ×dichromophloia Blakely = Angophora costata × Angophora hispida
- Angophora euryphylla (L.A.S.Johnson ex G.J.Leach) L.A.S.Johnson & K.D.Hill
- Angophora exul K.D.Hill
- Angophora floribunda (Sm.) Sweet
- Angophora hispida (Sm.) Blaxell
- Angophora inopina K.D.Hill
- Angophora leiocarpa (L.A.S.Johnson ex G.J.Leach) K.R.Thiele & Ladiges
- Angophora melanoxylon F.Muell. ex R.T.Baker
- Angophora paludosa (G.J.Leach) K.R.Thiele & Ladiges
- Angophora robur L.A.S.Johnson & K.D.Hill
- Angophora subvelutina F.Muell.
- Angophora woodsiana F.M.Bailey

## Nutzung
Angophora costata und Angophora hispida werden als Zierpflanzen verwendet.